# 홍나실
홍나실(1992년 5월 17일~)은 2016 미스코리아 미(美) 출신으로 YTN 기상캐스터이자 아나운서이다.

## 학력
- 서울예술고등학교
- 이화여자대학교 무용학과

## 경력
- KBS (부산KBS) 기상캐스터
- YTN 기상캐스터